# Thomas Hunt Morgan
Thomas Hunt Morgan (Lexington, Kentucky, 25. rujna 1866. – Pasadena, Kalifornija, 4. prosinca 1945.), američki genetičar i embriolog. 
Doktorat je napisao na "Sveučilištu Johns Hopkins" 1891. godine, a embriologijom se bavio za vrijeme boravka na Bryn Mawr sveučilištu. Proučavao je mutacije na mušici Drosophila melanogaster. Za vrijeme boravka na sveučilštu Columbia, Morgan je uspio pokazati kako se geni prenose na kromosomima i da su mehanička osnova naljeđivanja. Time je postavio osnove za razvoj moderne genetike.
Godine 1933. dobio je Nobelovu nagradu za fiziologiju ili medicinu za otkriće uloge kromosoma u nasljeđivanju.

## Vanjske poveznice
- Nobelova nagrada životopis
- Thomas Hunt Morgan Biological Sciences Building na Sveučilištu u Kentuckyu